# ロドリゲス・バロン国際空港
ロドリゲス・バロン国際空港（ロドリゲス・バロンこくさいくうこう、英: Rodríguez Ballón International Airport）とは、ペルー共和国アレキパにある空港。ペルーのパイロットの名を冠して命名された。

## 就航路線
| 航空会社             | 就航地       |
| -------------------- | ------------ |
| LATAM ペルー         | クスコ、リマ |
| スカイ航空・ペルー   | クスコ、リマ |
| ビバエア・ペルー     | リマ         |
| ジェットスマート航空 | サンティアゴ |